# Theatergraph
Theatregraph[zdroj?] je pojmenování scénického postupu. Jde o kombinaci promítaného obrazu (film, diapozitivy, světla) a jevištní (herecké) akce. Technika (obraz), pak funguje jako důležitá, významotvorná složka divadelní inscenace (může posouvat, děj, vytvářet hereckého partnera, umožňuje metaforické vyjadřování atd.). Tímto experimentováním se v Divadle D 34 zabýval E. F. Burian. Systém představil inscenací Wedekindova Procitnutí jara v roce 1935 kdy byl obraz promítán na průhledný tyl, za nímž hráli herci. S filmem se v divadle experimentovalo zajisté i jinde, Burianův theatregraph byl ale určitě jedním z nejpropracovanějších systémů, obraz totiž nefungoval pouze jako ilustrace, ale jako aktivní významová složka díla. Tento postup později zúročil Burianův žák Alfréd Radok spolu se scénografem Josefem Svobodou. Systém rozpracovali a dotáhli „k dokonalosti“ a pod názvem Laterna magika uvedli v roce 1958 na Světové výstavě v Bruselu a ohromili celý svět.